# Riders on the Storm
«Riders On The Storm» (Jinetes en la Tormenta, en español) es una canción escrito por la banda de rock The Doors, lanzado al mercado como sencillo en su álbum L.A. Woman en junio de 1971. Fue la última canción de la banda con la participación de su vocalista Jim Morrison, meses antes de su fallecimiento en París en 1971 por insuficiencia cardíaca causado por sobredosis. El álbum alcanzó el puesto número 14 del Billboard Hot 100 en los Estados Unidos, el puesto 22 en la UK Singles Chart y el puesto número 7 en Holanda.

## Antecedentes y composición
"Riders on the Storm" es una canción de rock psicodélico que de acuerdo al miembro de la banda Robby Krieger, estuvo inspirada por la canción "(Ghost) Riders in the Sky: A Cowboy Legend". También, la canción está relacionada con el asesino Billy Cook (quien mató a una familia: hizo auto stop y mató a la familia que le recogió), en especial en la línea "There's a killer on the road" (Hay un asesino en la carretera, en español).
La canción está reproducida en modo dórico E, e incorpora sonidos de truenos y lluvia, junto con una ejecución de piano eléctrico Fender Rhodes de Ray Manzarek. Contiene un excelente solo de este instrumento, característico de la banda.
La canción fue grabada en el Doors Workshop en diciembre de 1970 con la ayuda de Bruce Botnick, su ingeniero de toda la vida, quien se encontraba coproduciendo las sesiones de grabación. Jim Morrison grabó las voces principales y luego susurró las letras sobre las mismas para crear el efecto de eco. Fue la última canción grabada por los miembros de los Doors, según Ray Manzarek, así como la última canción grabada de Morrison en ser lanzada antes de su muerte. El sencillo fue lanzado en 1971, poco antes del fallecimiento de Morrison, ingresando al  Billboard Hot 100 el 3 de julio de 1971, el día que Morrison murió.

## Músicos
- Jim Morrison - voz
- Ray Manzarek - piano eléctrico
- Robby Krieger - guitarra eléctrica
- John Densmore - batería

músico invitado
- Jerry Scheff - bajo

## Influencia de Heidegger
Charlando con Robby Krieger y Ray Manzarek, el filósofo Thomas Vollmer argumenta que la frase "Into this world we're thrown" (lit. esp. "En este mundo donde somos arrojados") recuerda el concepto de Heidegger de arrojamiento (existencia humana como estado básico). En 1963, en la Universidad Estatal de Florida, Tallahassee, Jim Morrison escuchó una lección influyente para él, donde debatieron sobre filósofos que tenían una visión crítica de la tradición filosófica, como Friedrich Nietzsche y Martin Heidegger.

## Otros usos
Esta canción aparece en la serie The Wonder Years en el  capítulo 1 de la temporada 2 titulado "En plena Oscuridad"  
Riders on the Storm es también el nombre de la banda tributo a The Doors, compuesta por Manzarek, Krieger; y el de un libro de Densmore. 
En 2004, Snoop Dogg grabó una nueva versión de esta canción con los miembros vivos de The Doors para el videojuego Need for Speed: Underground 2.